# Brandon (Manitoba)
Brandon é uma cidade do Canadá, província de Manitoba. Sua área é de 74,53 km², e sua população é de 39 716 habitantes (censo nacional de 2001). É a segunda cidade mais populosa da província, atrás somente da capital Winnipeg.